# 塔布拉特區
36°24′46″N 3°18′36″E / 36.41278°N 3.31000°E
塔布拉特區（阿拉伯语：‎），是阿爾及利亞的行政區，位於該國北部，由麥迪亞省負責管轄，首府設於塔布拉特，面積308平方公里，2008年人口41,370，人口密度每平方公里134人。